# Rajd Argentyny 1993
Rajd Argentyny 1993 (13. Rally YPF Argentina) – 13 Rajd Argentyny, rozgrywany w Argentynie w dniach 14-17 lipca. Była to siódma runda Rajdowych Mistrzostw Świata w roku 1993. Rajd został rozegrany na szutrze. Bazą rajdu było miasto Cordoba.

## Wyniki końcowe rajdu
| Msc.                   | Kierowca               | Pilot                  | Samochód                  | Czas                   | Strata                 | Grupa                  | Punkty                 |
| Klasyfikacja generalna | Klasyfikacja generalna | Klasyfikacja generalna | Klasyfikacja generalna    | Klasyfikacja generalna | Klasyfikacja generalna | Klasyfikacja generalna | Klasyfikacja generalna |
| ---------------------- | ---------------------- | ---------------------- | ------------------------- | ---------------------- | ---------------------- | ---------------------- | ---------------------- |
| 1                      | Juha Kankkunen         | Nicky Grist            | Toyota Celica Turbo 4WD   | 5:32.31                | 0.0                    | A8 M                   | 20                     |
| 2.                     | Miki Biasion           | Tiziano Siviero        | Ford Escort RS Cosworth   | 5:34.25                | +1.54                  | A8 M                   | 15                     |
| 3.                     | Didier Auriol          | Bernard Occelli        | Toyota Celica Turbo 4WD   | 5:49.29                | +16.58                 | A8 M                   | 12                     |
| 4.                     | Gustavo Trelles        | Jorge del Buono        | Lancia Delta HF Integrale | 6:00.36                | +28.04                 | A8 M                   | 10                     |
| 5.                     | Carlos Menem Jr        | Victor Zucchini        | Ford Escort RS Cosworth   | 6:04.05                | +31.34                 | A8 M                   | 8                      |
| 6.                     | Mohammed Bin Sulayem   | Ronan Morgan           | Ford Escort RS Cosworth   | 6:09.42                | +37.11                 | N4                     | 6                      |
| 7.                     | Rudi Stohl             | Peter Diekmann         | Audi Coupé S2             | 6:21.53                | +49.22                 | A8                     | 4                      |
| 8.                     | António Coutinho       | Paulo Brandão          | Ford Escort RS Cosworth   | 6:30.53                | +58.22                 | N4                     | 3                      |
| 9.                     | Gabriel Raies          | José Volta             | Renault 18 GTX            | 6:33.01                | +1:00.30               | A7 2L                  | 2                      |
| 10.                    | José Ceccheto          | Justo Carrera          | Fiat Regata 2000          | 6:43.37                | +1:11.06               | A7 2L                  | 1                      |
| PWRC                   |                        |                        |                           |                        |                        |                        |                        |
| 1 (6).                 | Mohammed Bin Sulayem   | Ronan Morgan           | Ford Escort RS Cosworth   | 6:09.42                | –                      | N4                     | ?                      |
| 2 (8).                 | António Coutinho       | Paulo Brandão          | Ford Escort RS Cosworth   | 6:30.53                | +21:11                 | N4                     | ?                      |
| 2L WRC                 |                        |                        |                           |                        |                        |                        |                        |
| 1 (9).                 | Gabriel Raies          | José Volta             | Renault 18 GTX            | 6:33.01                | –                      | A7 2L                  | ?                      |
| 2 (10).                | José Ceccheto          | Justo Carrera          | Fiat Regata 2000          | 6:43.37                | +10:36                 | A7 2L                  | ?                      |
| 3 (11).                | Juan Pablo Raies       | Ortiz Rodolfo Amelio   | Renault 18 GTX            | 6:45:43                | +12:42                 | A7 2L                  | ?                      |

1. ↑  Litera M przy oznaczeniu grupy do której należy samochód oznacza, iż tylko ci kierowcy z grupy A zdobywali punkty dla swoich zespołów liczonych w klasyfikacji producentów na koniec sezonu.

## Klasyfikacja po 7 rundach
Tabele przedstawiają tylko pięć pierwszych miejsc.

### Kierowcy
| Lp. | Kierowca          | Pkt |
| --- | ----------------- | --- |
| 1   | François Delecour | 67  |
| 2   | Massimo Biasion   | 66  |
| 3   | Juha Kankkunen    | 63  |
| 4   | Didier Auriol     | 35  |
| 5   | Markku Alén       | 25  |

### Producenci
| Lp. | Producent  | Pkt |
| --- | ---------- | --- |
| 1   | Toyota     | 97  |
| 2   | Ford       | 94  |
| 3   | Lancia     | 55  |
| 4   | Mitsubishi | 47  |
| 5   | Subaru     | 36  |